# Marcelo Benedetto
Marcelo Roberto Benedetto es un  periodista deportivo argentino, reconocido por su extensa colaboración con la cadena deportiva Fox Sports y ESPN.

## Carrera
Benedetto inició en el periodismo deportivo de la mano de Víctor Hugo Morales en Radio Argentina. A partir de entonces empezó a cubrir partidos de la primera división argentina de fútbol como reportero de campo, profesión que aún en la actualidad desempeña.
En 1996 inició una extensa colaboración con el periodista Tití Fernández, realizando varios trabajos en televisión para los canales Fox Sports y Canal 13. Condujeron en 2005 y 2006 el programa Chau domingo (Canal 13) y en 2011 Tití y Benedetto (Fox Sports), además de cubrir juntos como reporteros de campo una gran cantidad de importantes torneos como la liga argentina, la Copa América, la Copa Libertadores y la Copa Sudamericana, entre otros, hasta el alejamiento de los medios de Fernández en 2017.
Benedetto continuó su asociación con Fox Sports, participando tanto en radio como en televisión en programas de análisis futbolístico como La última palabra, Agenda Fox Sports, 90 minutos de fútbol, Fútbol para todos y Fox Sports Radio. En 2008 escribió un libro con Tití Fernández titulado Secretos [con]partidos.
En los Premios Martín Fierro de Cable 2018, Benedetto fue premiado en la categoría Labor Periodística junto con sus compañeros del programa Agenda Fox Sports Luciana Rubinska y Emiliano Pinsón.
Desde 2023 formara parte de las transmisiones de la Copa Libertadores de América para Telefe y Pluto TV junto a Pablo Giralt y Juan Pablo Varsky

## Programas de televisión
- Chau Domingo (2005—2006) El Trece
- La Última Palabra (2008-2016) Fox Sports
- 90 minutos de fútbol (2008—2020) Fox Sports
- Fútbol Para Todos (2010-2015) TV Pública
- Fox Sports Radio Argentina (2014-2019) Fox Sports
- La Tarde del Mundial (2018) TV Pública
- La Noche del Mundial (2018) TV Pública
- ESPN F90 Segunda Edición (2020—2022) ESPN
- ESPN F Nacional (2021—presente) ESPN
- ESPN Equipo F (2022—2023) ESPN
- Pasión por el fútbol (2023—actualidad) El Trece